# Claudia Karvan

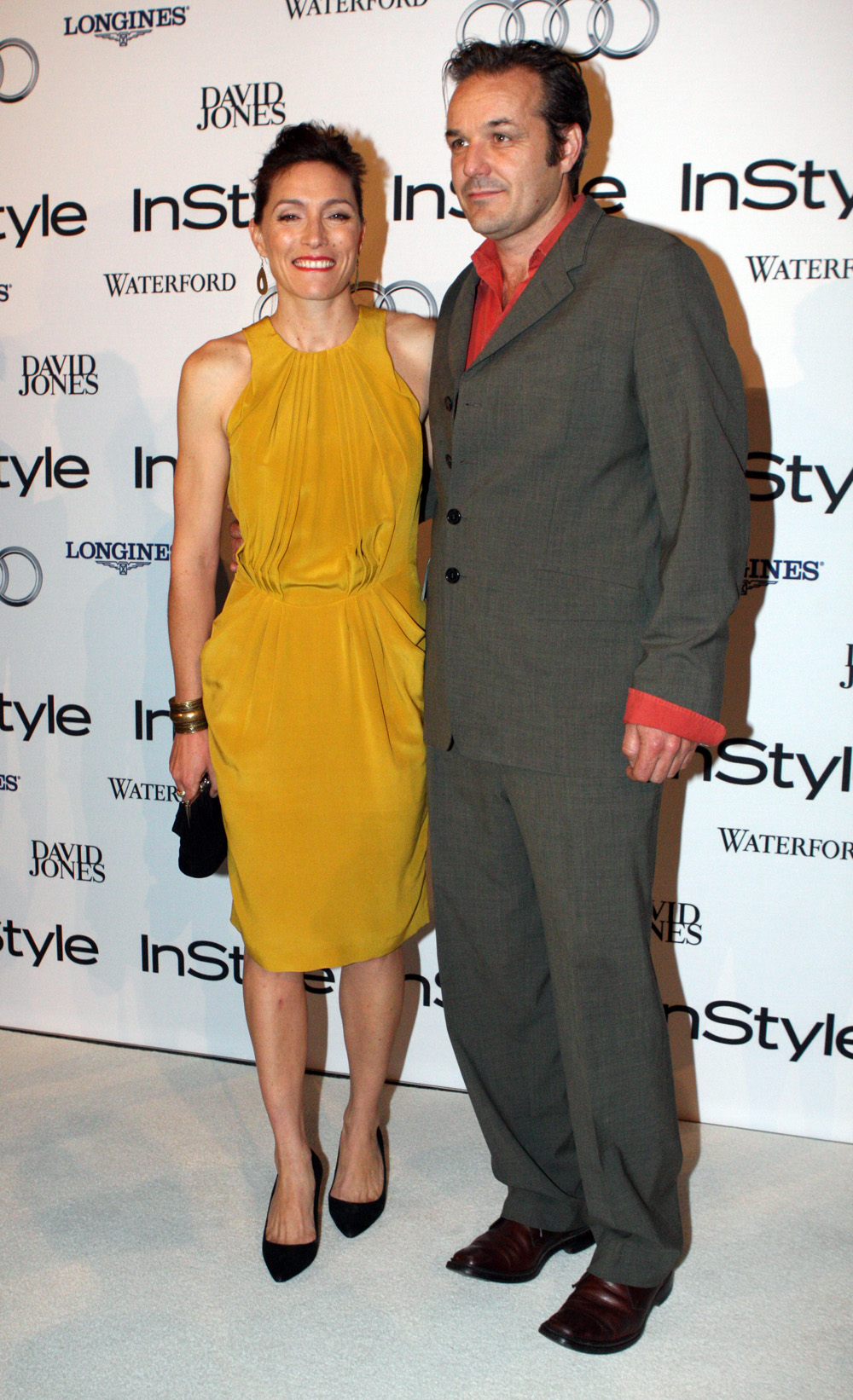
Claudia Karvan i Jeremy Sparks (2013)

Claudia Karvan (ur. 19 maja 1972 w Sydney) – australijska aktorka telewizyjna i filmowa, reżyser, producent i scenarzystka.

## Młodość
Urodziła się w Sydney w Australii w roku 1972. Jej nazwisko - Karvan, pochodzi od jej ojca, który jest Grekiem. W oryginale brzmiało Karvaniardos. Zmieniła je po przeprowadzce do Australii.
Uczęszczała do szkoły dla dziewcząt „SCEGGS Darlinghurst” w Sydney. Gdy miała 8 lat, mieszkała przez rok z matką i braćmi na Bali. Po powrocie z Bali rodzina przeniosła się do Kings Cross w Nowej Południowej Walii, gdzie jej ojciec prowadził własny biznes. 

## Kariera
Karvan zadebiutowała w australijskim dramacie Molly - w wieku 11 lat. Jej rola w dramacie filmowym Przypływ uczuć przyniosła jej w 1987 roku, pierwszą nominację do nagrody Australijskiego Instytutu Filmowego. Trzy lata później została nominowana za rolę w komedii Wielki szwindel i ponownie w 1992 roku za pierwszoplanową rolę w thrillerze Redheads.
W 1996 roku otrzymała kolejną nominację do nagrody AFI za główną rolę w komedii Randka z wrogiem, w którym zagrała u boku Guya Pearce'a. Za rolę w serialu G.P. otrzymała nagrodę Australijskiego Instytutu Filmowego w 1996 roku. Za rolę w dramacie telewizyjnym Never Tell Me Never Karvan była nominowana w 1998 roku do nagrody AFI. W komedii Dziwna planeta, zagrała obok Naomi Watts jedną z głównych ról. Rola w dramacie muzycznym Namiętność przyniosła jej nominację do nagrody AFI/AACTA w 2000 roku.
W 2005 pojawiła się w przeboju światowych kin Gwiezdne wojny: część III - Zemsta Sithów, w którym zagrała rolę Soli Naberrie. W roku następnym wystąpiła u boku Emmy Roberts w familijnej komedii fantasy Akwamaryna. W roku 2009 wystąpiła u boku m.in. Ethana Hawke'a i Willema Dafoe w głośnym horrorze Daybreakers. Świt.
Claudia Karvan zagrała u boku wielu czołowych australijskich aktorów, w tym: Guya Pearce'a w Flynn, Bena Mendelsohna w Wielkim szwindlu i Hugh Jackmana w Bohaterze z okładki.

## Życie prywatne
Partnerem Karvan jest Jeremy Sparks. Razem mają dwoje dzieci, córkę Audrey (ur. 2001) i syna Albie'ego (ur. 2006 r.).

## Filmografia

### Filmy
- 1983: Going Down jako nieznośne dziecko
- 1983: Molly jako Maxie Ireland
- 1987: Przypływ uczuć (High Tide) jako Ally
- 1990: Wielki szwindel (The Big Steal) jako Joanna Johnson
- 1991: Wakacje nad rzeką Yarra (Holidays on the River Yarra) jako Elsa
- 1993: Dotknij mnie (Touch Me) jako Christine
- 1993: Broken Highway jako Catherine
- 1993: Flynn jako Penelope Watts
- 1994: Redheads jako Lucy
- 1994: Wygnanie (Exile) jako Jean
- 1996: Randka z wrogiem (Dating the Enemy) jako Tash
- 1998: Never Tell Me Never jako Janine Shepherd
- 1999: Namiętność (Passion) jako Alfhild de Luce
- 1999: Bohater z okładki (Paperback Hero) jako Ruby Vale
- 1999: Dziwna planeta (Strange planet) jako Judy
- 2001: The Secret Life Of Us jako Dr Alex
- 2004: Small Claims jako Jo Collins
- 2005: Gwiezdne wojny: część III - Zemsta Sithów (Star Wars: Episode III - Revenge of the Sith) jako Sola Naberrie
- 2006: Akwamaryna (Aquamarine) jako Ginny
- 2008: Długi weekend (Long weekend) jako Carla
- 2009: Daybreakers. Świt (Daybreakers) jako Audrey Bennett
- 2011: 33 Postcards jako Barbara

### Seriale
- 1996: G.P. (gościnnie)
- 2000: Zaginiony świat jako Catherine Reily
- 2001: Ucieczka w kosmos jako Natira
- 2001–2003: W pogoni za szczęściem jako Dr Alex
- 2004–2007: Love My Way jako Frankie Page
- 2010–2011: Spirited jako Suzy Darling
- 2012-2014: Pubert Blues jako Judy Vickers
- 2013-2014: The Time of Our Lives jako Caroline
- 2016: Jack Irish jako Sarah Longmore
- 2017: Newton's Law jako Josephine Newton

### Reżyseria
- 2003: W pogoni za szczęściem, odcinki z 2003 roku: The People You Meet i Great Expectations.

### Producent i scenariusz
- 2004-2007: Love My Way, producent i scenarzystka 24 odcinków
- 2010-2011: Spirited, producent i scenarzystka 18 odcinków

## Nagrody i nominacje
- Australijska Akademia Sztuk Filmowych i Telewizyjnych AACTA
  - 1987 nominacja za: Najlepsza aktorka drugoplanowa, za film Przypływ uczuć,
  - 1990 nominacja za: Najlepsza aktorka, za film Wielki szwindel,
  - 1992 nominacja za: Najlepsza aktorka, za film Redheads,
  - 1993 nominacja za: Najlepsza aktorka, za film Broken Highway,
  - 1996 wygrana za: Najlepsza aktorka w dramacie telewizyjnym, za film G.P.,
  - 1996 nominacja za: Najlepsza aktorka, za film Randka z wrogiem,
  - 1998 nominacja za: Najlepsza aktorka w dramacie telewizyjnym, za film Never Tell Me Never,
  - 1999 nominacja za: Najlepsza aktorka drugoplanowa, za film Namiętność,
  - 2001 nominacja za: Najlepsza aktorka w serialu dramatycznym, za film W pogoni za szczęściem,
  - 2002 nominacja za: Najlepsza aktorka w dramacie telewizyjnym ,za film W pogoni za szczęściem,
  - 2003 nominacja za: Najlepsza aktorka w dramacie lub komedii telewizyjnej, za film W pogoni za szczęściem,
  - 2004 nominacja za: Najlepsza aktorka w dramacie lub komedii telewizyjnej, za film Small Claims,
  - 2005 wygrana za: Najlepszy serial dramatyczny, za film Love My Way,
  - 2005 wygrana za: Najlepsza aktorka telewizyjna, za film [Love My Way,
  - 2006 wygrana za: Najlepszy serial dramatyczny, za film Love My Way,
  - 2006 nominacja za: Najlepsza aktorka w dramacie telewizyjnym, za film Love My Way,
  - 2007 wygrana za: Najlepsza aktorka w dramacie telewizyjnym, za film Love My Way,
  - 2007 wygrana za: Najlepszy serial dramatyczny, za film Love My Way,
  - 2010 nominacja za: Najlepszy serial dramatyczny, za film Spirited,
  - 2012 nominacja za: Najlepszy serial dramatyczny, za film Spirited[2].